# سيريل سكوت
سيريل سكوت (بالإنجليزية: Cyril Scott) (و. 1879 – 1970 م) هو ملحن، ومصمم رقص، وعازف بيانو، وكاتب، وفيلسوف، وشاعر بريطاني، ولد في تشيشير، يستخدم آلات بيانو، توفي في إيستبورن، عن عمر يناهز 91 عاماً.

## التعليم
تعلم في Hoch Conservatory ‏
.

## روابط خارجية
- سيريل سكوت على موقع الموسوعة البريطانية (الإنجليزية)
- سيريل سكوت على موقع ميوزك برينز (الإنجليزية)
- سيريل سكوت على موقع أول ميوزيك (الإنجليزية)
- سيريل سكوت على موقع ديسكوغز (الإنجليزية)
- سيريل سكوت على موقع أوليمبيديا (الإنجليزية)